# Viklau församling
Viklau församling var en församling i Visby stift, med församlingskyrkan Viklau kyrka och församlingskod 098037. Församlingen uppgick 2006 i Vänge församling.

## Administrativ historik
Församlingen har medeltida ursprung och var då annexförsamling i pastoratet Vänge, Guldrupe och Viklau för att därefter till 1943 vara annexförsamling i pastoratet Sjonhem och Viklau. Från 1943 till 2006 var den annexförsamling i pastoratet Vänge, Buttle, Guldrupe, Sjonhem och Viklau som 1962 utökades med Halla församling. År 2006 uppgick församlingen i Vänge församling tillsammans med övriga församlingar i pastoratet.